# Kyrkslätts gymnasium
Kyrkslätts gymnasium är ett svenskspråkigt gymnasium i Kyrkslätt i det finländska landskapet Nyland. Gymnasiet grundades år 1870 med namnet Sahlberska skolan. Kyrkslätts gymnasium är det andra gymnasiet i Kyrkslätt.
Under läsåret 2021-2022 tog över 50 elever studenten i skolan.

## Historia
Sahlbergska skolan grundades år 1870 och den verkade i Kronohagen i Helsingfors fram till år 1890. Då ändrades skolans namn till Svenska privata läroverket för flickor. Flickskolan hade förskolan med två klasser, högre flickskola med sju klasser och fortsättnings- gymnasialkurs med två klasser. Läroverket verkade i Kronohagen och det officiella namnet ändrades 1959 till Laurellska skolan. Laurellska skolan flyttade till Kyrkslätt och år 1966 ändrades namnet igen till Kyrkslätts samskola. Från och med året 1976 har skolan kallats Kyrkslätts gymnasium.